# Stoptober
Stoptober (een porte-manteauwoord van stop en oktober) is een jaarlijkse campagne die in Nederland gehouden wordt om in de maand oktober 28 dagen lang niet te roken en daardoor ook helemaal te stoppen met roken. Het initiatief is in het Verenigd Koninkrijk ontstaan.

## Organisatie
De campagne werd in 2014 voor het eerst in Nederland georganiseerd door het Longfonds, de Nederlandse Hartstichting, KWF Kankerbestrijding, de Alliantie Nederland Rookvrij, GGD GHOR Nederland, het Trimbos-instituut en het ministerie van VWS. De meeste van deze organisaties participeerden tot eind 2013 in Stivoro.
Waar Stivoro zich richtte op brede voorlichtingscampagnes, is de insteek van Stoptober meer virale marketing. waarbij via onder meer sociale media een (positieve) participatie gecreëerd wordt. Dit werd vanaf 2012 in het Verenigd Koninkrijk succesvol toegepast. Deelnemers kunnen via een app tips en coaching krijgen en contact onderhouden met andere deelnemers via groepen op sociale platformen. Daarnaast is er een mediacampagne en verbinden jaarlijks enkele bekende Nederlanders zich aan Stoptober door zelf publiekelijk een poging tot stoppen met roken te ondernemen. Sinds 2017 is er tevens een STOP-huis waar de eerste vijf dagen van oktober vijftig deelnemers intern intensieve begeleiding krijgen, hetgeen te volgen is via livestreams. 

## Resultaten
Stoptober kende in 2014 38.500 aanmeldingen via de website. De verschillende platformen geven echter verschillen in aantal deelnemers en voor latere edities werd enkel meer dan 50.000 deelnemers genoemd. Onderzoeken naar de edities 2015 (AMC/UvA) en 2016 (AMC) en een evaluatie van 2014 (Trimbos) lieten een positief beeld zien over het aantal gestopte rokers naar aanleiding van de campagne.